# Katharine Carl
Katharine Carl, född 12 februari 1865 i New Orleans, död 7 december 1938 i New York, var en amerikansk porträttmålare och memoarskrivare. Hon målade porträtt av kungligheter och andra berömda och förmögna personer i USA, Europa och Asien. Hon är förmodligen mest känd för att 1903 ha varit anställd av Kinas regent änkekejsarinnan Cixi, vars porträtt hon sedan ställde ut på St. Louis Exposition, och de memoarer hon utgav om sina erfarenheter i Kina: With the Empress Dowager.

## Bilder

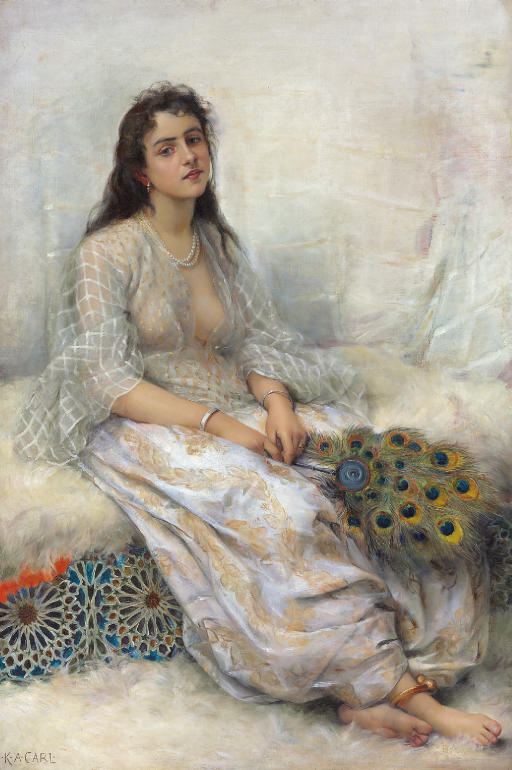
En orientalisk skönhet.